# Casa de Yamín Benarroch
La Casa de Yamín Benarroch és un edifici historicista neoárabe de l'Eixample Modernista de Melilla, situat al Carrer López Moreno de la ciutat espanyola de Melilla que alberga la sinagoga Or Zaruah i forma part del conjunt Històric de Melilla, un Bé d'Interès Cultural.

## Història
Va ser construït entre 1925 i 1927 pel contractista Lázaro Torres, amb decoracions de Vicente Maeso i serralleries de Vicente Palomo, segons disseny d'Enric Nieto, de setembre de 1924

## Descripció
Consta de planta baixa i dues plantes. En la principal es disposa l'habitatge de la família Yamín Benarroch i en la superior la Sinagoga Or Zaruah. Està construït amb parets de maçoneria de pedra local i maó massís, amb bigues de ferro i revoltons de maó massís per als sostres, a excepció dels de l'última planta que es cobreixen amb una coberta de dos vessants.

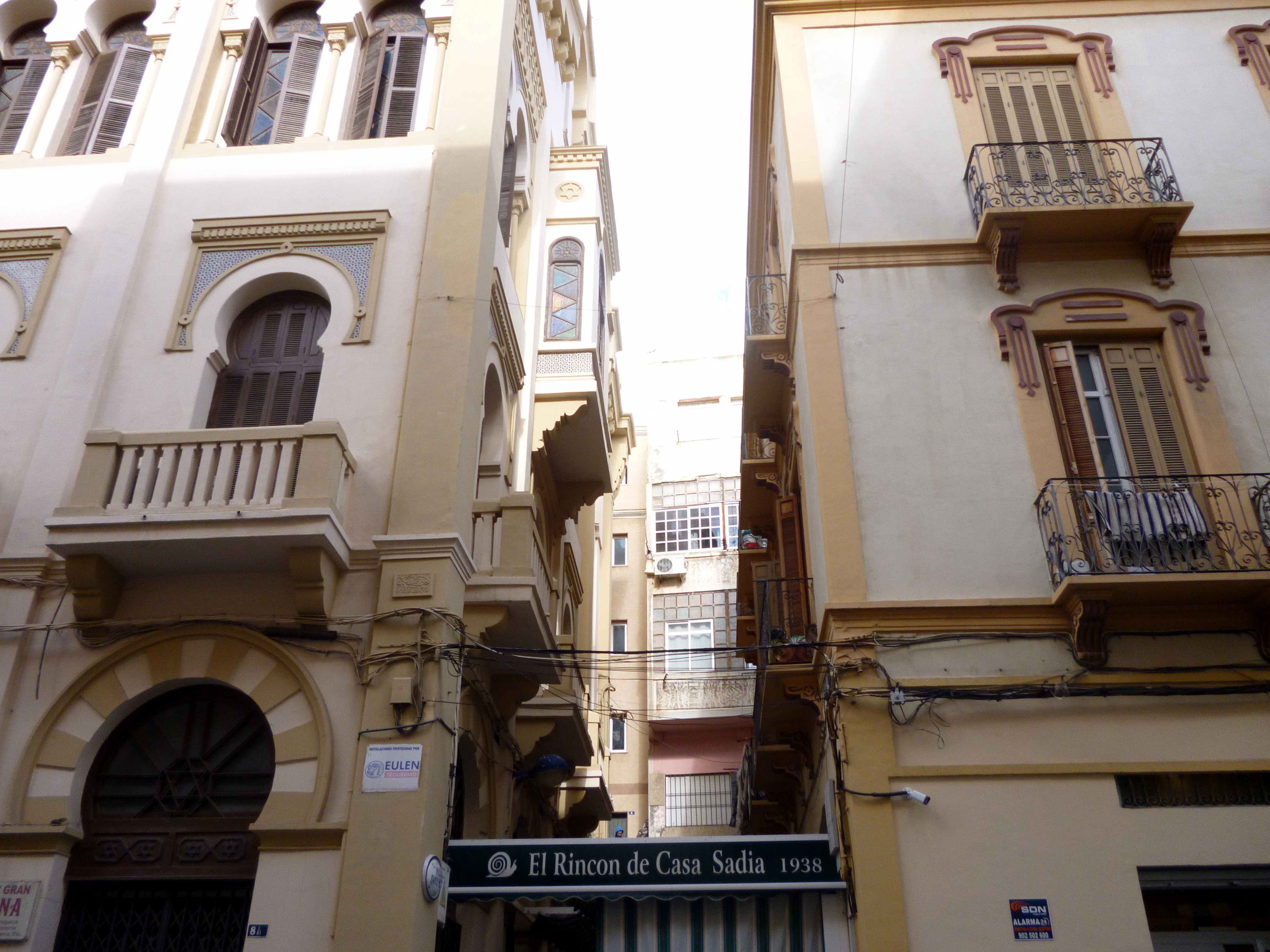
Passadís David Melul

Les seves façanes estan compostes d'uns baixos amb portes en arcs de ferradura amb dovelles en les quals s'alternen el blanc i el groc, amb una planta principal amb la mateixa mena d'arcs amb un alfiz que donen pas a balcons, mentre en la planta primera existeixen finestres bíforas, amb columnes en el centre que donen pas als mateixos arcs, existint en la façana central un mirador central en la segona planta.

### Sinagoga Or Zaruah

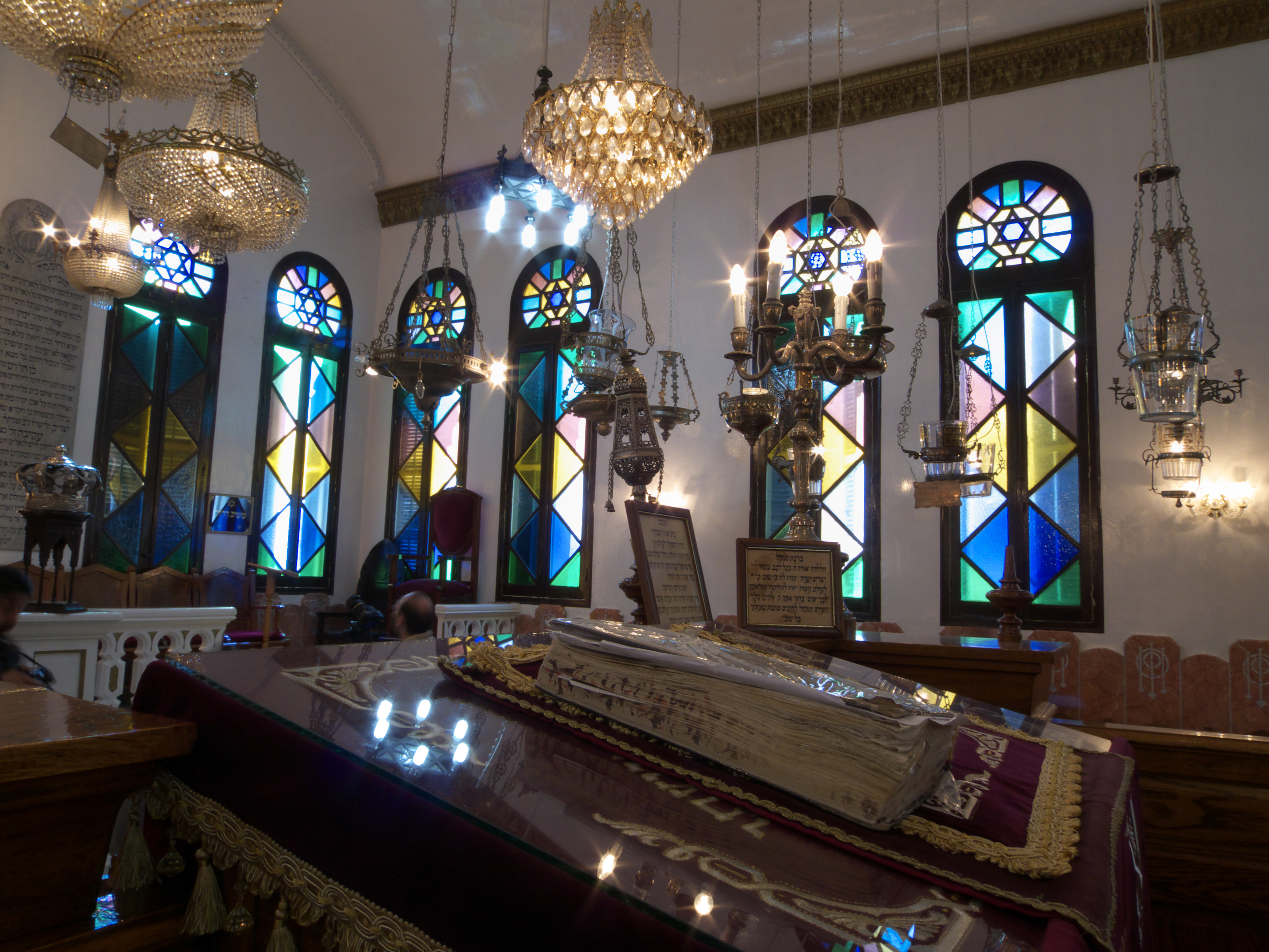
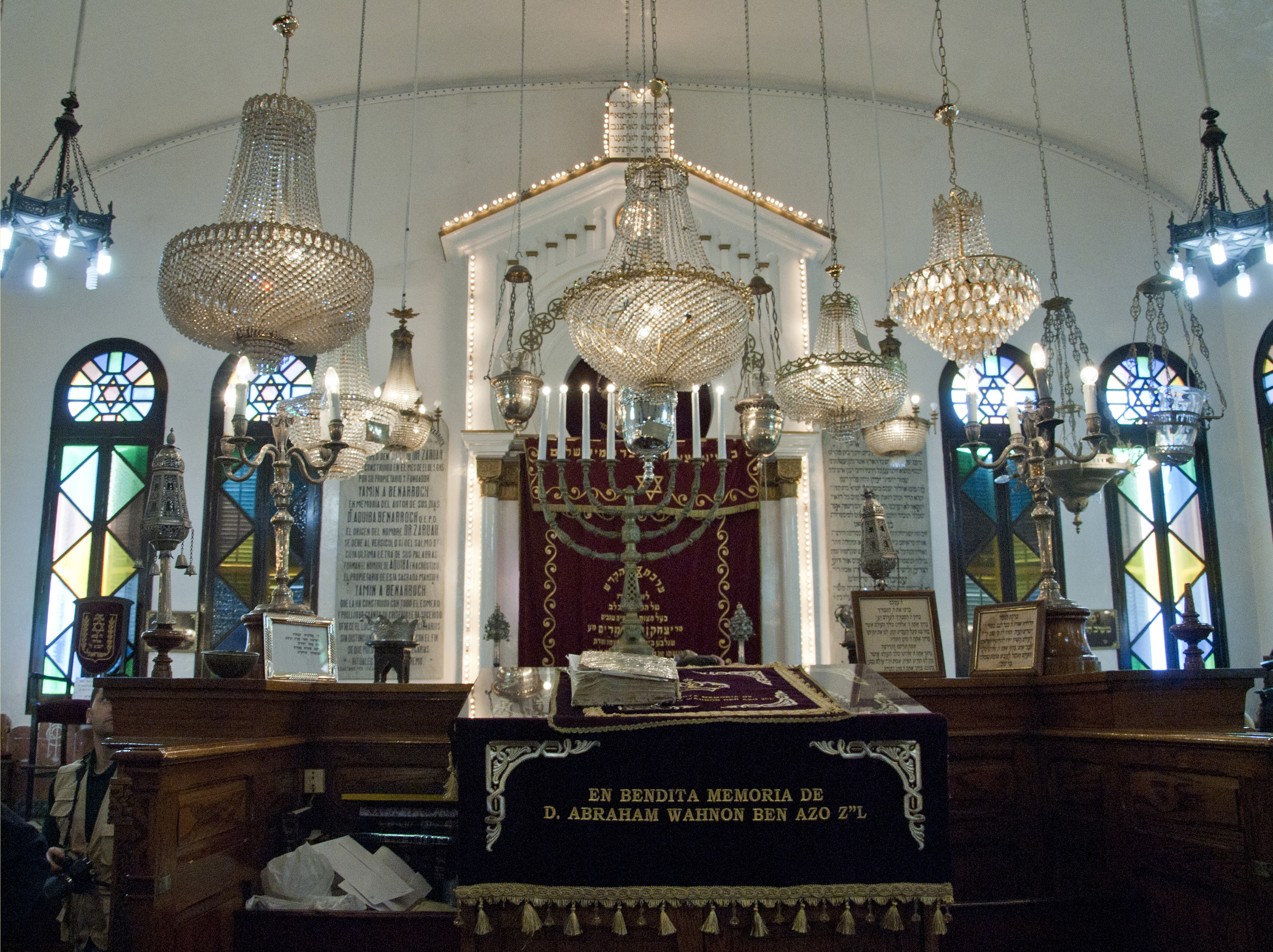

El seu nom es tradueix com de la Llum santa o sagrada i va ser erigida per Yamín Benarroch, propietari de l'immoble, en memòria del seu pare.
El temple jueu més important de Melilla compta amb l'esquema tradicional de les sinagogues sefardites al Magreb, amb la paret principal orientada a l'est, Jerusalem, que conté al Aarón Hakódesh o armari sagrat, amb el Sefer Torà o Torà en rotllos.
En el seu centre se situa el púlpit, ricament llaurat en fusta, i envoltant-lo, els seients que ocupen gairebé tota la sinagoga, amb alguns al voltant de les parets, tots aquests per a homes, les dones se situen en el fons, de cara al Arón Hakódesh, en la Azará, o atri de les dones, amb gelosies.